# مسار وسطي طرفي

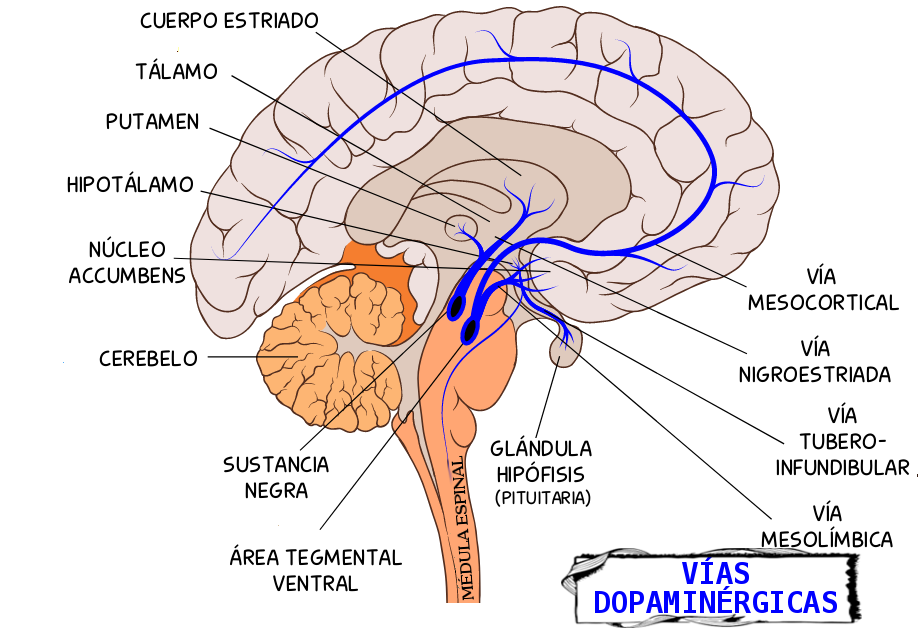

المسار الوسطي الطرفي (بالإنجليزية: Mesolimbic pathway) هو مسار دوباميني الفعل في الدماغ. يربط بين المنطقة السقيفية البطنية في وسط الدماغ والجسم المخطط في العقد القاعدية من الدماغ الأمامي. يشمل الجسم المخطط كلا من النواة المتكئة والحديبة الشمية. ينظِم إفراز الدوبامين من المسار الوسطي الطرفي إلى النواة المتكئة التميز المرغِّب (أي الحافز والرغبة في المنبهات مكافئة) ويسهل التعزيز وتعلم الوظيفة الحركية المرتبط بالمكافأة، يمكن أن يلعب المسار كذلك دورا في الإدراك الحسي غير الموضوعي للذة. يلعب خلل تنظيم المسار الوسطي الطرفي وعصبوناته الممتدة في النواة المتكئة دورا بارزا في تطور واستمرار الإدمان.

## التشريح
المسار الوسطي الطرفي هو مجموعة من العصبونات دوبامينية الفعل (المفرزة للدوبامين) والتي تمتد من المنطقة السقيفية البطنية (VTA) إلى الجسم المخطط الذي يشمل النواة المتكئة (NAcc) والحديبة الشمية. وهو أحد المسارات المكونة لحزمة الدماغ المقدم الإنسية، وهي مجموعة من المسارات العصبية التي تتوسط مكافأة تنبيه الدماغ.
تقع السقيفة البطنية في الدماغ الأوسط وتتكون من عصبونات دوبامينية الفعل، غاباوية الفعل، وجلوتاميكية الفعل. تقع النواة المتكئة والحديبة الشمية في الجسم المخطط وهي مكونة أساسا من عصبونات شائكة متوسطة. تنقسم النواة المتكئة إلى منطقتين فرعيتين طرفية ومحركة تعرفان باسم قشرة النواة المتكئة ولب النواة المتكئة. تستقبل العصبونات الشائكة المتوسطة في النواة المتكئة مدخلات (إشارات) من العصبونات دوبامينية الفعل الخاصة بالسقيفة البطنية والعصبونات جلوتاميكية الفعل الخاصة بالحصين، اللوزة الدماغية والقشرة أمام الجبهية. حين يتم تنشيطها بواسطة هذه المدخلات، تفرز امتدادات العصبونات الشائكة المتوسطة غابا في الكرة الشاحبة.

## الوظيفة
ينظم المسار الوسطي الطرفي التميز المرغِّب، التحفيز، تعزيز التعليم، والخوف وعدة عمليات إدراكية معرفية أخرى.
للمسار الوسطي الطرفي دور في المعرفة التحفيزية. نضوب الدوبامين في هذا المسار أو تضرر موقع تخليقه الأصلي يُخفض من مدى رغبة الحيوان على الحصول على المكافأة (كمثال: الوقت المقضي في البحث عن الطعام). العقاقير دوبامينية الفعل قادرة أيضا على زيادة مدى رغبة الحيوان على الحصول على المكافأة، ومعدل إفراز العصبونات في المسار الوسطي الطرفي يزيد أثناء توقع المكافأة. اعتُقد من قبل أن لإفراز هذا المسار للدوبامين دور أساسي في اللذة، لكن حاليا يُعتقد أن المسار لا يؤدي سوى دور صغير في الإحساس باللذة.

## الأهمية السريرية
يلعب المسار الوسطي الطرفي ومجموعة معينة من عصبوناته الممتدة (مثل: العصبونات الشائكة المتوسطة من النوع D1 في النواة المتكئة) دورا مركزيا في الإدمان البيولوجي العصبي. كما أن له دور في الفصام والاكتئاب، ويُفترض أن له دور في الاستخدام المفرط للوسائط الرقمية. يتميز كل من الإدمان، الفصام، والاكتئاب بتغيرات بنيوية مميزة داخل المسار الوسطي الطرفي. تؤثر الإساءة كذلك على المسار الوسطي الطرفي. وجدت دراسة سنة 2017 أن أحداث الحياة السلبية (العاطفية، الجسدية، والإساءة الجنسية) مرتبطة باستجابة طرفية أقوى للكوكايين. بعبارة أخرى الأفراد الذين عانوا من الإساءة سابقا كانوا أكثر احتمالا لامتلاك مسار دماغي مستعد لتعاطي الكوكايين أو العقاقير.

## مسارات دوبامينية أخرى
- مسار وسطي قشري
- مسار سوداوي مخططي
- مسار أحدوبي قمعي